# 瓦爾坎山
73°40′S 163°38′E / 73.667°S 163.633°E
瓦爾坎山是南極洲的山峰，位於維多利亞地的博克格雷溫克海岸，屬於南十字山脈的一部分，由新西蘭的探險隊命名，現時由南極條約體系管理。